# خيفي
خيفي أو كيفي (1506-1582) يشار إليها كيفي ماتا أو كيفي بيبي، كانت زوجة الغورو أنجاد الغورو والمعلم الثاني للديانة السيخية.

## عن حياتها
ولدت في عام 1506 من عائلة خاطري مارواها السيخية وهي نجلة «تشاند ديفي» في قرية سانغار قرب أمريتسار. وكان «ديفي تشاند» تاجر ورجل الأعمال وممول، تزوجت من ليهنا في عام 1519 في سن ال 13، والذي أصبح بعد ذلك المعلم الثاني للديانة السيخية، وكان اسمه المعلم أنجاد ديف. وكان للزوجان أربعة أطفال؛ اثنين من أبناء بلده داتو وداسو وابنتيه أنوخي وآمرو. ووفقا لبعض المصادر، كان للزوجان ثلاثة أطفال (مع حذف أنوخي). وقد عاشت لمدة 30 عاماً بعد وفاة زوجها. وعاشت لسن ال 75.